# 影子IT
影子IT（Shadow IT）也稱為Stealth IT、Client IT、Fake IT，是組織中的信息技术（IT）系統是由組織內部建立並且使用，但沒有正式的組織核可，而系統是由IT部門以外的部門訂定規格並且布署。
有些人認為影子IT是重要的創新來源，這些系統可做為是未來核可IT方案的原型。不過也有些人認為這類的系統不一定可以符合組織有關內部控制、文件、資安以及可靠度上的要求。

## 起源
大型組織裡的資訊系統常常是造成員工挫折感的來源。為了避開中央資訊部門提供資訊方案的限制，也避開一些各部門認為會破壞個人生產力的限制，非IT的部門可能會因為其緊急的需要或是需求而開發部門內的資訊系統。有些情形下，會從中央IT部門以外再雇用IT專門人員，或是採購軟體方案，企業治理層級可能不知道這些情形，或是沒有核可這樣的事情。

## 優點
影子IT常常會視為破壞公司治理的行為，不過影子IT的存在也可以視為是中央管理的IT系統無法滿足個別部門需求的指標。影子IT有以下立即性的優點：
- 創新：影子IT可以視為是因應變化中的企業需求，潛在解決方案或是方案原形的沙盒。另外，透過更廣泛業務範圍內的限制，可以強化或限制各部門之間的相依關係。
- 部門生產力：影子IT是依個別部門所客製化，因此可以讓這些部門更有效的參與其中。研究[5]指出有35%的員工認為為了有效率的工作，需要迴避公司的安全措施以及相關規定。
- 減少內部成本：有些影子IT的政策，例如自攜設備（BYOD）可以減少直接的硬體成本以及軟體成本，也減少IT部門支援各單位產生的支出。

## 缺點
影子IT增加了不受控資料流的可能性，也不容易符合相關的法令、規定以及最佳實務，例如新巴塞爾資本協定、GLBA（金融服务法现代化法案）、美國的萨班斯-奥克斯利法案等。
除了信息安全以及合規的風險以外，影子IT也可能會有以下的缺點：
- 成本：若公司發現了影子IT的基礎設施，企業層級需要額外的時間以及投資進行整合、驗證和合規。另一方面，部門可能因為影子IT方案的價格便宜而採用，但沒有考慮其佈署以及維護的額外成本。也可能因為沒有效率的採購造成投資效益的減少。
- 一致性：影子IT的方案可能不在中央化的版本控制範圍內，違反標準化的方法論或是運算方式。多重且共存的影子基礎設施句可能產生高度碎片化的應用軟體地圖，也讓中央化的組態管理更為困難。
- 營運沒有效率：建立影子方案後，可能因為其廣為使用，或是文件化不佳的原因，後續企業實現整體性，更有效率的改善時，可能會跳過影子方案。影子系統也可能超過中央IT部門整合以及維護的能力範圍，特別是一些影子IT系統是「大到不能倒」的情形。

## 發生率
依照定義，組織內的影子IT活動是未知的，尤其是各單位為了使其業務持續運作，會有隱藏影子IT活動的預防性措施。就算知道實際的情形，組織也不願意承認影子IT活動的存在。不過也有例外，波音公司發表了經驗報告，說明其各部門為了避開其正式資訊系統的限制，已引起了許多的影子應用程式。
依照Gartner公司2015年的報告，大部份組織中，有35%的企業IT支出是在其中央IT部份的預算控管之外。
2012年有一個法國針對129個IT經理的問卷，揭露了一些影子IT的例子：
- Excel巨集：19%
- 軟體：17%
- 雲端方案：16%
- ERP：12%
- 企業智慧（BI）系統：9%
- 網站：8%
- 硬體：6%
- VoIP：5%
- 影子IT支援：5%
- 影子IT專案：3%
- BYOD：3%.

## 例子
組織內非官方資訊流的例子包括隨身碟或是其他行動資料儲存裝罝、即時訊息軟體、Gmail或是其他郵件服務、Google文件或其他線上文件共享程式、Skype或是其他線上VoIP軟體，也有一些比較不直接的例子，像是自行開發的Microsoft Access資料庫，自行開發的Excel試算表以及巨集。若資訊或是應用程式移到受保護系統、網路、實體地點或是安全域以外，或是和以外的區域有互動，就可能有安全風險。

## 外部連結
- Industry's First Cloud Adoption and Risk Report Reveals Organizations Are Flying Blind as They Embrace Cloud Services （页面存档备份，存于） Industry's First Cloud Adoption and Risk Report